# طنز ۸۰
طنز۸۰ یا مناظره ۸۰ یک مجموعه تلویزیونی گفتگو محور محصول سال ۱۳۸۰ به کارگردانی و تهیه‌کنندگی مهران مدیری می‌باشد که از شبکه پنج سیما پخش شد. در این برنامه با بازیگران کمدی گفتگو و مناظره می‌شد. به گفته مهران مدیری (تهیه‌کننده، کارگردان و بازیگر مجموعه) در سال ۱۳۸۲ در برنامه پنجره شبانه، این سریال آغازی بر پایان مجموعه‌های تلویزیونی طنز آیتمی بود. ساعت پخش این برنامه مشخص نیست، اما گفته می‌شود حدود ساعت ۱۸ بوده است.

## بازیگران
- مهران مدیری (مجری)
- سیامک انصاری
- جواد رضویان
- نادر سلیمانی
- ارژنگ امیرفضلی
- نصرالله رادش
- هادی کاظمی